# WXY (アルバム)
『WXY』（ダブルエックスワイ）は、BEAT CRUSADERS&CAPTAIN HEDGE HOGのスプリット・ミニ・アルバム。2001年3月10日リリース。
BEAT CRUSADERSとしては、初のスプリット・アルバムとなる。

## 収録曲
1. ISOTONIC - BEAT CRUSADERS & CAPTAIN HEDGE HOG / PVが制作されている。
2. ’cause of my weak mind - CAPTAIN HEDGE HOG
3. J.W.A  - BEAT CRUSADERS
4. JUST ROUNDABOUT WAY - CAPTAIN HEDGE HOG
5. SIBERIAN GIANT - BEAT CRUSADERS